# Stavhopp för herrar i friidrott vid olympiska sommarspelen 2008
Herrarnas stavhopp vid olympiska sommarspelen 2008 ägde rum 20 och 22 augusti i Pekings Nationalstadion. Finalen vanns av Steven Hooker på det nya olympiska rekordet 5,96 meter.

## Medaljörer
| Gren     | Guld                     | Guld        | Silver                       | Silver | Brons           | Brons |
| Stavhopp | Steven Hooker Australien | 5,96 m (OR) | Jevgenij Lukjanenko Ryssland | 5,85 m | Derek Miles USA | 5,7 m |

## Kvalificering
Höjder för att kvalificera sig till OS var 5,70 m (A-kvalgräns) och 5,55 m (B-kvalgräns).

## Rekord
Före tävlingarna gällde dessa rekord:
| Världsrekord     | Sergej Bubka | 6,14 m | Sestriere, Italien | 31 juli 1994    |
| Olympiskt rekord | Timothy Mack | 5,95 m | Aten, Grekland     | 27 augusti 2004 |

## Säsongen före OS
Innan olympiska spelen startade i augusti hade tre personer hoppat över sex meter under året 2012. I januari 2008, då det var sommarsäsong i Australien, hoppade australiensaren Steven Hooker 6,00 m vid friidrottstävlingar i Perth i Australien. Den 8 juni hoppade Brad Walker, USA 6,04 m i Eugene. Det skulle bli årets högsta stavhopp, och den 22 juni hoppade han 6,00 m vid tävlingar i Chula Vista i Kalifornien. Nämnde Walker skulle dock inte alls komma att lyckas i OS. Den tredje personen över sex meter var den då 23-årige ryssen Jevgenij Lukjanenko, som hoppade 6,01 m i Bydgoszcz den 1 juli 2008. Fjärde man i världen 2008 var Denis Jurtjenko som hade hoppat 5,83 m i Kiev den 3 juli.

## Resultat

### Kval
| Placering | Grupp | Idrottare             | Nationalitet   | 5.15 | 5.30 | 5.45 | 5.55 | 5.65 | Resultat | Noteringar |
| --------- | ----- | --------------------- | -------------- | ---- | ---- | ---- | ---- | ---- | -------- | ---------- |
| 1         | B     | Jevgenij Lukjanenko   | Ryssland       | -    | -    | -    | o    | o    | 5.65     | q          |
| 1         | A     | Igor Pavlov           | Ryssland       | -    | -    | o    | -    | o    | 5.65     | q          |
| 3         | A     | Leonid Andrejev       | Uzbekistan     | -    | o    | o    | o    | xo   | 5.65     | q, =PB     |
| 3         | A     | Jérôme Clavier        | Frankrike      | -    | o    | -    | o    | xo   | 5.65     | q          |
| 3         | A     | Raphael Holzdeppe     | Tyskland       | -    | -    | o    | o    | xo   | 5.65     | q          |
| 3         | A     | Denis Jurtjenko       | Ukraina        | -    | -    | o    | -    | xo   | 5.65     | q          |
| 7         | B     | Przemysław Czerwiński | Polen          | -    | -    | o    | xo   | xo   | 5.65     | q          |
| 7         | A     | Jan Kudlička          | Tjeckien       | o    | o    | -    | xo   | xo   | 5.65     | q          |
| 9         | B     | Danny Ecker           | Tyskland       | -    | -    | xxo  | -    | xo   | 5.65     | q          |
| 9         | B     | Derek Miles           | USA            | -    | -    | o    | xxo  | xo   | 5.65     | q          |
| 11        | A     | Dmitrij Starodubtsev  | Ryssland       | -    | xo   | -    | xxo  | xo   | 5.65     | q          |
| 12        | B     | Steven Hooker         | Australien     | -    | -    | -    | -    | xxo  | 5.65     | q          |
| 13        | B     | Giuseppe Gibilisco    | Italien        | -    | -    | xo   | o    | xxo  | 5.65     | q, SB      |
| 14        | B     | Alhaji Jeng           | Sverige        | -    | -    | -    | o    | xxx  | 5.55     |            |
| 14        | B     | Romain Mesnil         | Frankrike      | -    | -    | -    | o    | xxx  | 5.55     |            |
| 16        | A     | Paul Burgess          | Australien     | -    | -    | o    | xo   | xxx  | 5.55     |            |
| 16        | B     | Tim Lobinger          | Tyskland       | -    | -    | o    | xo   | xxx  | 5.55     |            |
| 16        | A     | Maksim Mazuryk        | Ukraina        | -    | -    | o    | xo   | xxx  | 5.55     |            |
| 16        | B     | Daichi Sawano         | Japan          | -    | -    | o    | xo   | xxx  | 5.55     |            |
| 20        | A     | Jeff Hartwig          | USA            | -    | -    | o    | xxo  | xxx  | 5.55     |            |
| 20        | A     | Liu Feiliang          | Kina           | -    | o    | o    | xxo  | xxx  | 5.55     |            |
| 22        | B     | Oleksandr Kortjmid    | Ukraina        | -    | -    | o    | xxx  |      | 5.45     |            |
| 22        | B     | Mikko Latvala         | Finland        | -    | -    | o    | -    | xxx  | 5.45     |            |
| 24        | A     | Jesper Fritz          | Sverige        | -    | xo   | o    | xxx  |      | 5.45     |            |
| 25        | B     | Spas Buchalov         | Bulgarien      | -    | -    | xo   | -    | xxx  | 5.45     |            |
| 25        | B     | Fábio Gomes da Silva  | Brasilien      | -    | -    | xo   | xxx  |      | 5.45     |            |
| 25        | A     | Giovanni Lanaro       | Mexiko         | -    | -    | xo   | xxx  |      | 5.45     |            |
| 28        | B     | Aleksandr Averbukh    | Israel         | -    | -    | xxo  | -    | xxx  | 5.45     |            |
| 28        | B     | Kevin Rans            | Belgien        | -    | o    | xxo  | xxx  |      | 5.45     |            |
| 30        | B     | Štěpán Janáček        | Tjeckien       | o    | o    | -    | xxx  |      | 5.30     |            |
| 30        | B     | Dominic Johnson       | Saint Lucia    | -    | o    | xxx  |      |      | 5.30     |            |
| 32        | A     | Jurij Rovan           | Slovenien      | xx-  | o    | xxx  |      |      | 5.30     |            |
| 99        | B     | Lázaro Borges         | Kuba           | -    | xxx  |      |      |      | NM       |            |
| 99        | A     | Germán Chiaraviglio   | Argentina      | -    | xxx  |      |      |      | NM       |            |
| 99        | A     | Ilijan Efremov        | Bulgarien      | xxx  |      |      |      |      | NM       |            |
| 99        | A     | Kim Yoo-Suk           | Sydkorea       | -    | xxx  |      |      |      | NM       |            |
| 99        | A     | Steven Lewis          | Storbritannien | -    | -    | xxx  |      |      | NM       |            |
| 99        | A     | Brad Walker           | USA            | -    | -    | -    | -    | xxx  | NM       |            |

### Final
Finalen hölls den 22 augusti.
| Placering | Idrottare             | Nationalitet | 5.45 | 5.60 | 5.70 | 5.75 | 5.80 | 5.85 | 5.90 | 5.96 | Resultat | Noteringar |
| --------- | --------------------- | ------------ | ---- | ---- | ---- | ---- | ---- | ---- | ---- | ---- | -------- | ---------- |
| 1         | Steven Hooker         | Australien   | -    | o    | -    | -    | xxo  | xxo  | xxo  | xxo  | 5.96     | OR         |
| 2         | Jevgenij Lukjanenko   | Ryssland     | -    | xxo  | o    | -    | o    | xxo  | xxx  |      | 5.85     |            |
| 3         | Denis Jurtjenko       | Ukraina      | xxo  | xo   | o    |      |      |      |      |      | 5.70     |            |
| 4         | Derek Miles           | USA          | o    | xxo  | xo   | -    | xxx  |      |      |      | 5.70     |            |
| 5         | Dmitrij Starodubtsev  | Ryssland     | xxo  | xxo  | xo   | -    | xxx  |      |      |      | 5.70     |            |
| 6         | Danny Ecker           | Tyskland     | xo   | -    | xxo  | xxx  |      |      |      |      | 5.70     |            |
| 7         | Jérôme Clavier        | Frankrike    | xo   | o    | xxx  |      |      |      |      |      | 5.60     |            |
| 8         | Raphael Holzdeppe     | Tyskland     | o    | xo   | xxx  |      |      |      |      |      | 5.60     |            |
| 9         | Igor Pavlov           | Ryssland     | -    | xxo  | -    | xxx  |      |      |      |      | 5.60     |            |
| 10        | Jan Kudlička          | Tjeckien     | o    | xxx  |      |      |      |      |      |      | 5.45     |            |
| 11        | Przemysław Czerwiński | Polen        | xo   | xxx  |      |      |      |      |      |      | 5.45     |            |
| 99        | Giuseppe Gibilisco    | Italien      | xxx  |      |      |      |      |      |      |      | NM       |            |
| 99        | Leonid Andrejev       | Uzbekistan   | xxx  |      |      |      |      |      |      |      | NM       |            |

 VR - Världsrekord / =SB - Tangerat säsongsbästa / PB - Personbästa / SB - Säsongsbästa